# Sušica (Valjevo)
Sušica (Servisch cyrillisch Сушица) is een plaats in de Servische gemeente Valjevo. De plaats telt 301 inwoners (2002).

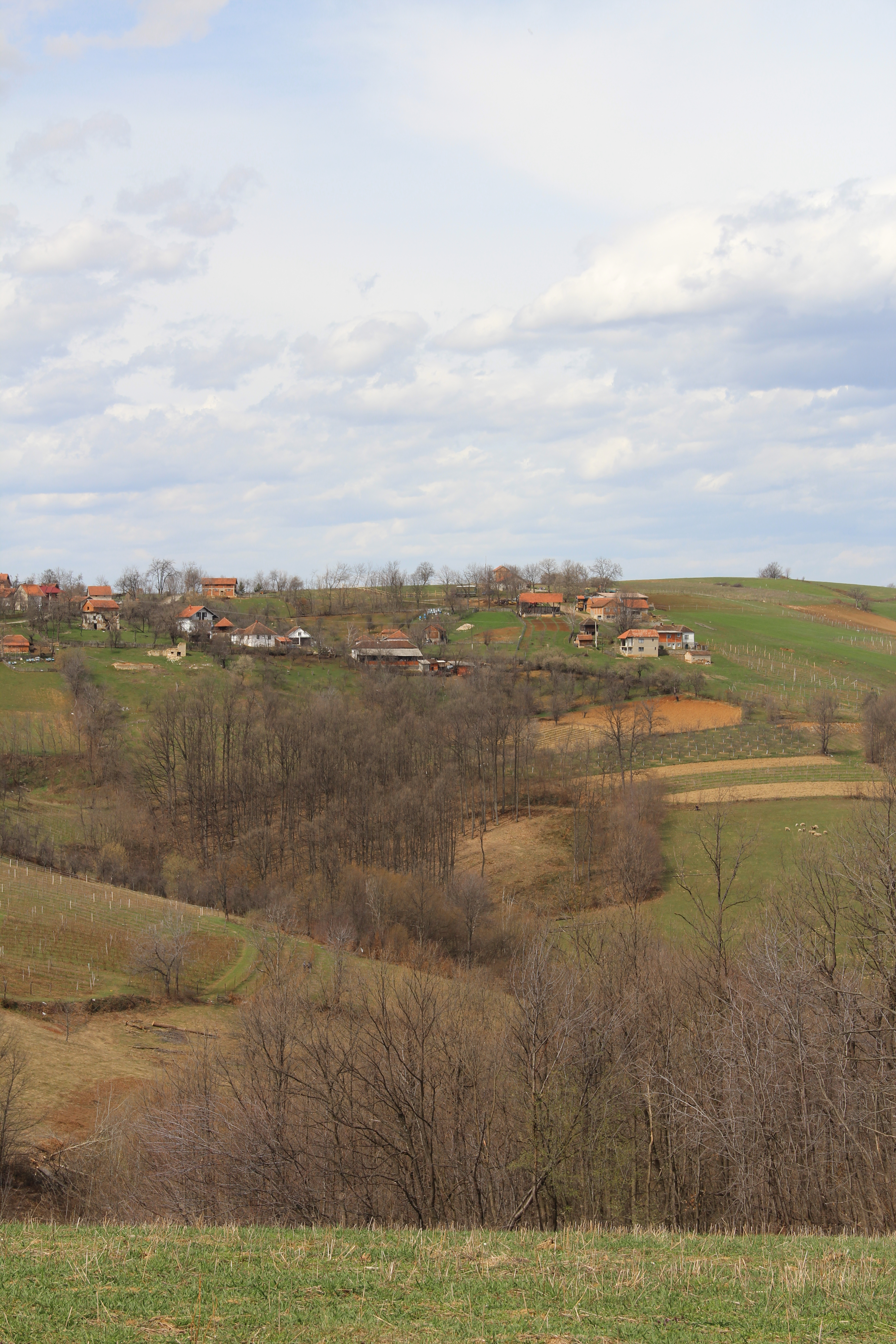
Sušica - Panorama
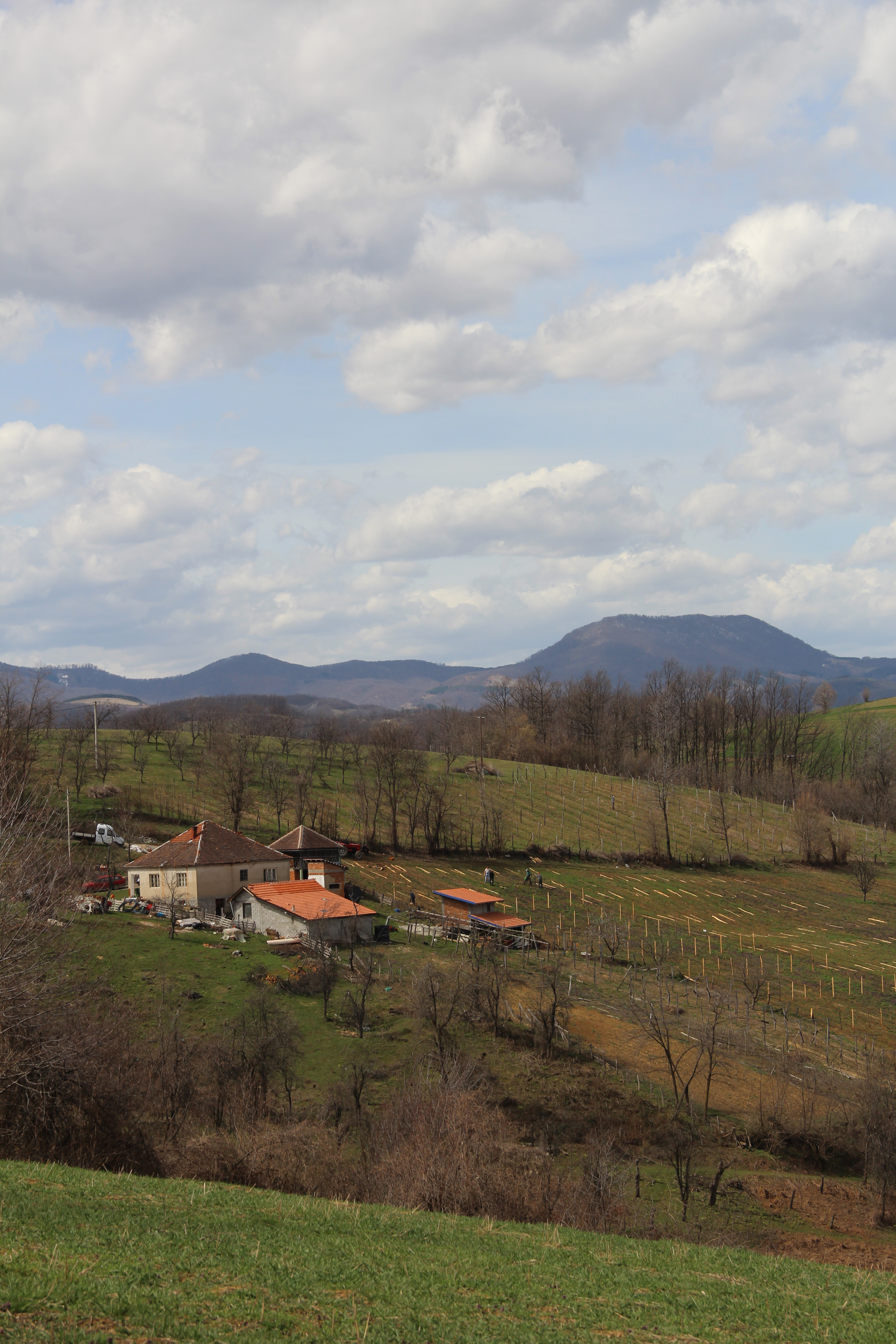
Sušica - Panorama
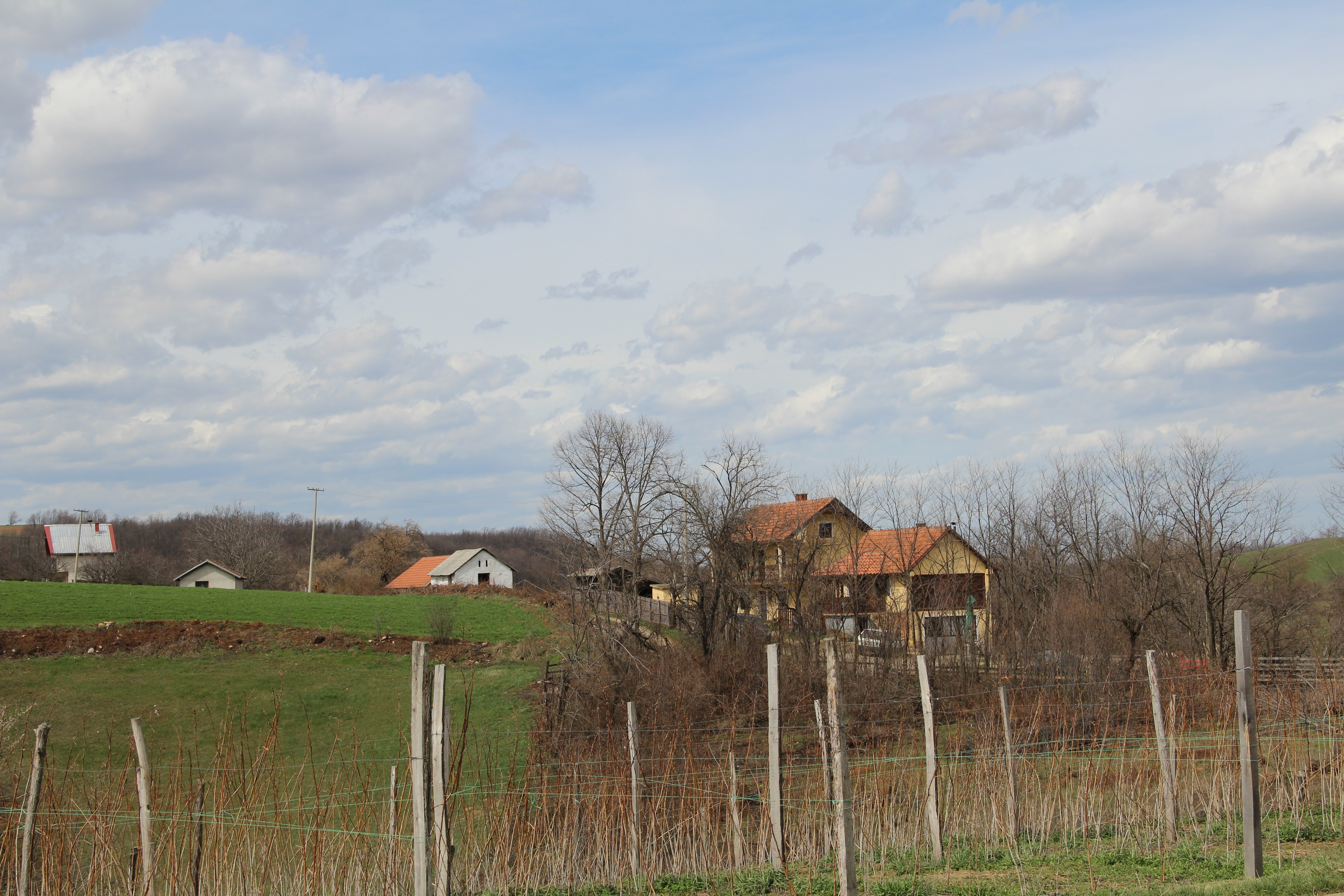
Sušica - Panorama
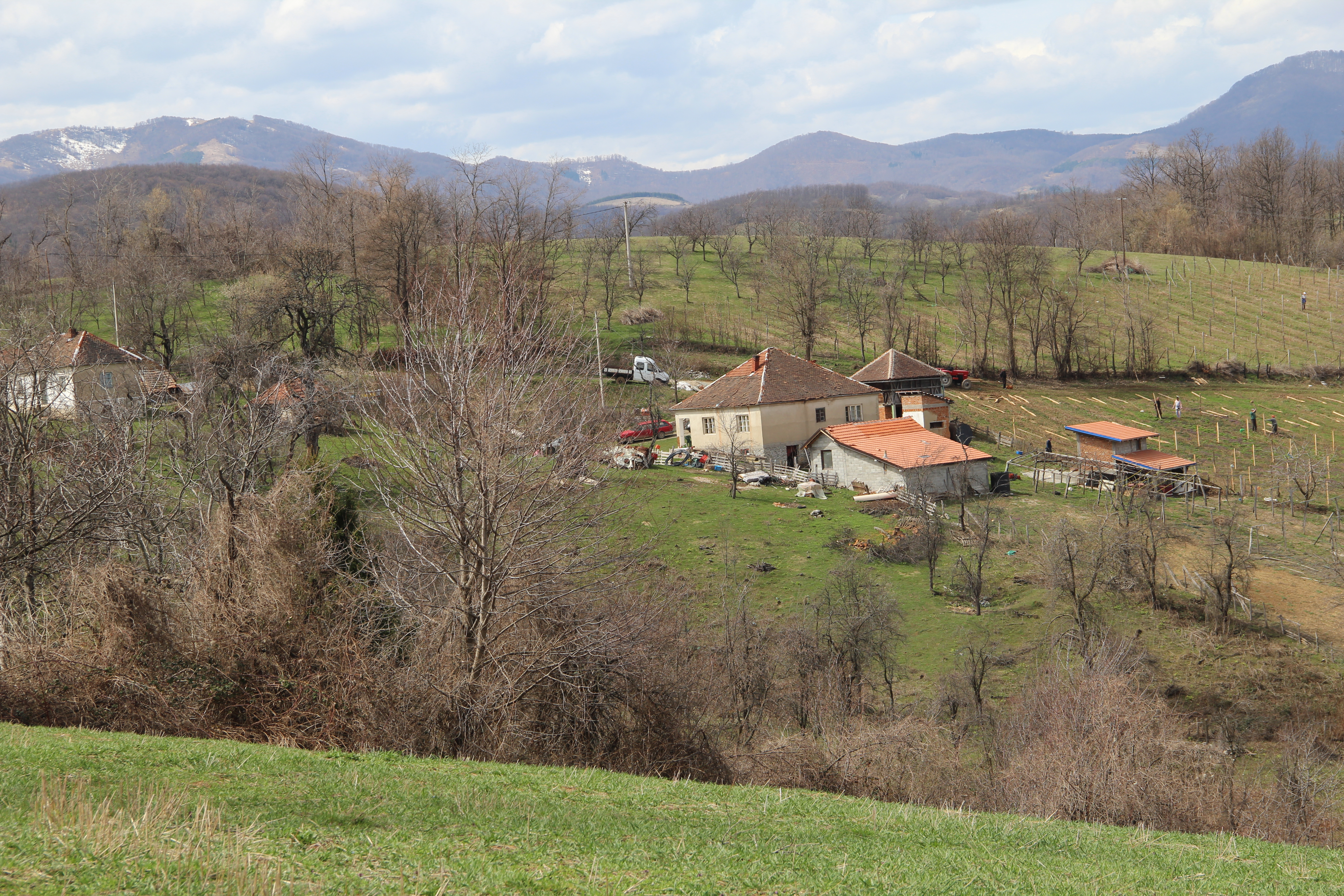
Sušica - Panorama
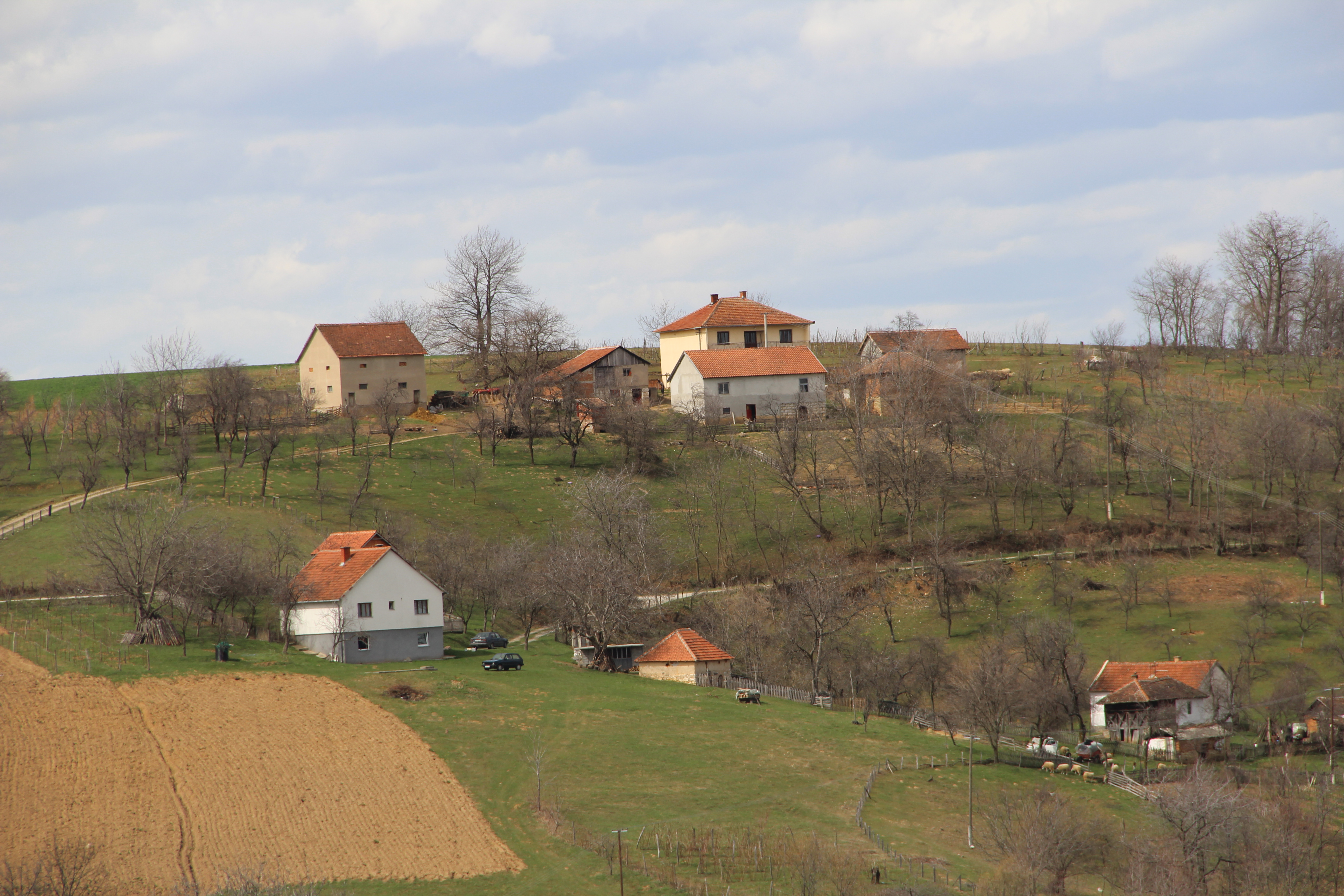
Sušica - Panorama
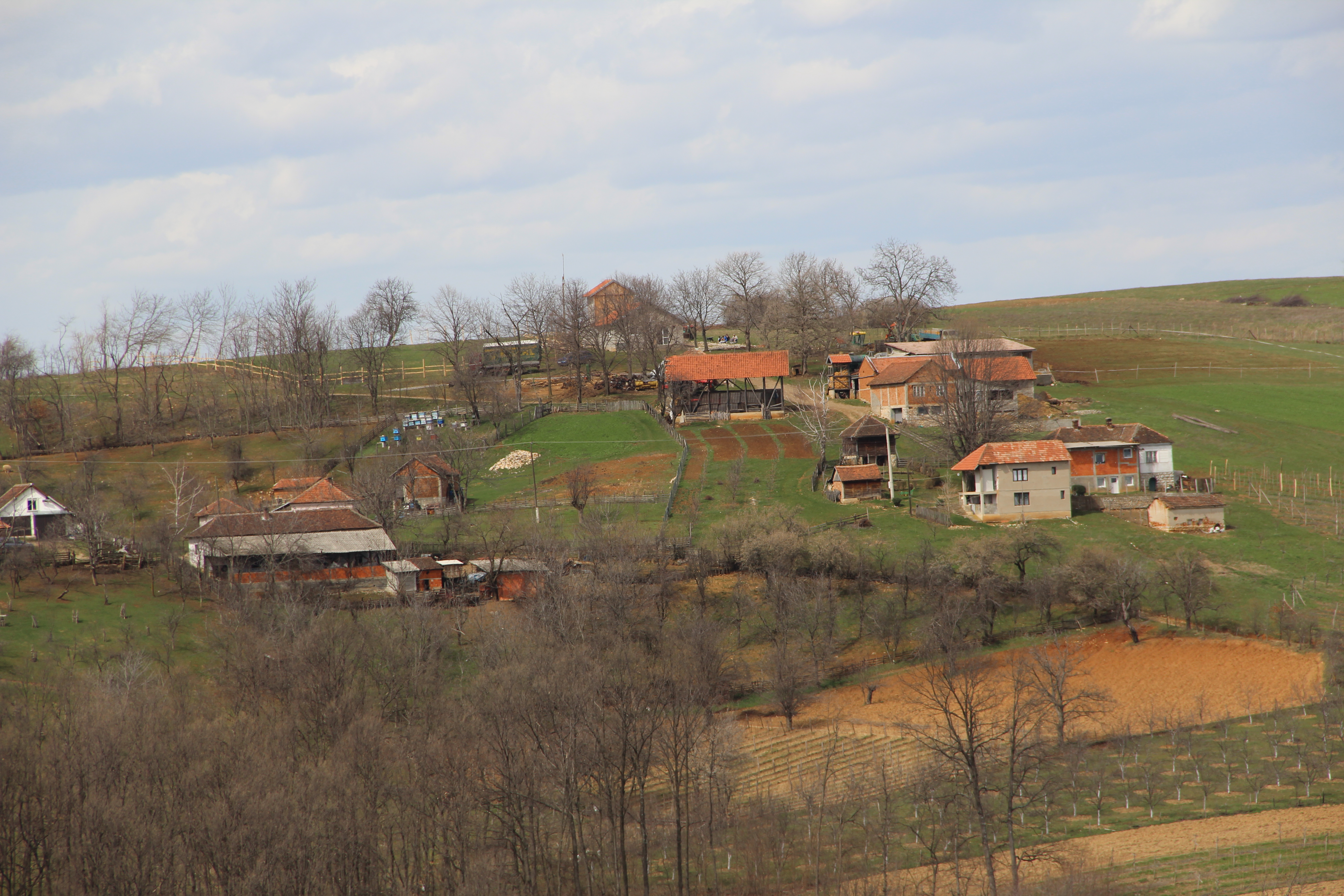
Sušica - Panorama